# Skandál
Skandál (do češtiny se tento výraz dostal přes německé Skandal, a tam přes francouzské scandale, z původně řeckého skandalon), neboli aféra (z francouzského affaire) je veřejná ostuda, jejíž příčinou je skutečné nebo domnělé chování osob nebo skupin, institucí – zpravidla výše postavených nebo autoritativních – které společnost považuje za nepřijatelné, za překračující meze obvyklé tolerance, nebo za nemorální či korupční. Skandály se mohou týkat jak jednání, které není v rozporu se zákony, tak i jednání, které explicitně nebo svou povahu zákon porušilo nebo je trestné.
Obvinění, na nichž je skandalizace postavena, může obsahovat jak skutečnost, tak domněnky, a mohou se týkat i jednání, v jehož hodnocení se společnost neshoduje.
Typy skandálů, podle toho v které skupině společnosti se vyskytly:
- akademické – podvodně nebo z politických důvodů získané tituly, které jinak vyžadují odpovídající kvalifikaci; zfalšované výsledky výzkumu nebo převzetí výsledků bez vědomí, souhlasu nebo bez uvedení zdroje pro získání místa ve vědeckých publikacích nebo k profesionálnímu postupu, získání profesionálních ocenění
- církevní – zneužití postavení k prosazení osobních výhod (majetkových, mocenských) nebo zneužití závislých osob k uspokojení sexuálních sklonů (skandály pohlavního zneužívání)
- sexuální – nejčastěji se týkají pohlavního zneužívání, nevěry, sexuálního násilí, sexuální orientace atd.
- finanční a hospodářské – zneužití postavení k prosazení majetkových výhod (insider trading, podvodný auditing, podvodné účetnictví, privatizace, tunelování)
- politické – falšování voleb nebo hlasování, korupce tj. zneužití funkce, postavení k prosazení osobních výhod (majetkových, mocenských)
- společenské – oblíbený předmět zájmu bulvárních medií, s oblibou skandálů sexuálních, pokud se nedostává skandálů ostatních
- sportovní – ovlivnění výsledku sportovních utkání, ať dopingem účastníků nebo podplácením funkcionářů, členů poroty, rozhodčích nebo sportovců
- žurnalistické – zveřejňování nepravdivých, vymyšlených nebo překroucených informací (což hrubě porušuje profesionální etiku), ať z politických důvodů, za úplatu nebo pro „zviditelnění“ autora (ješitnost, postup). Mediální kauzy jsou většinou finanční aféry spojené s politickým skandálem.

Významné skandály se často rozvinou také kolem podezření nebo obvinění ze zločinů a trestných činů, zejména pokud obviněný je významnou osobností nebo příslušníkem významné instituce (policie, církev, škola, mládežnické organizace, politické strany, státní úřady a zastupitelské sbory, zdravotnická zařízení atd.).